# Víktor Borsx
Víktor Borsx   (Moscou, 9 de setembre de 1948 - 30 de juliol de 2025) és un exjugador de voleibol soviètic que va competir durant les dècades de 1960 i 1970.
El 1972 va prendre part en els Jocs Olímpics de Múnic, on guanyà la medalla de bronze en la competició de voleibol. En el seu palmarès també destaca una medalla de plata al Campionat del Món de voleibol de 1974. Pel que fa a clubs, jugà al Spartak i Dinamo de Moscou, guanyant un total de nou lligues soviètiques (1970-1978) i quatre edicions de la Copa d'Europa (1973, 1974, 1975 i 1977). Un cop retirat passà a exercir d'entrenador en equips soviètics i alemanys.